# Neotheronia aurulenta
Neotheronia aurulenta là một loài tò vò trong họ Ichneumonidae.